# Muremazi
Muremazi är ett periodiskt vattendrag i Burundi.   Det ligger i provinsen Makamba, i den sydvästra delen av landet, 90 km söder om huvudstaden Bujumbura.
I omgivningarna runt Muremazi växer huvudsakligen savannskog. Runt Muremazi är det tätbefolkat, med 257 invånare per kvadratkilometer.